# Le più belle canzoni (Mia Martini)
Le più belle canzoni è una raccolta di Mia Martini, fu pubblicata su etichetta discografica CGD nel 1990.

## Il disco
La raccolta, molto frammentaria, si distinse per la prima ristampa in digitale di ben sette brani estratti dell'album Danza: Vola, Danza, Buonanotte dolce notte, Canto alla luna, La costruzione di un amore, E parlo ancora di te e Di tanto amore.

### Tracce
1. Padre davvero - 3.57
2. Lacrime di Marzo - 3.34
3. Amore... amore... un corno - 3.46
4. La costruzione di un amore - 5.31
5. Buonanotte dolce notte - 2.09
6. Danza - 2.34
7. Canto alla luna - 3.31
8. Di tanto amore - 4.37
9. E parlo ancora di te - 2.50
10. Vola - 4.18